# Georges Jobé
Georges Jobé (Fléron, 6 gennaio 1961 – Bruxelles, 19 dicembre 2012) è stato un pilota motociclistico belga.

## Carriera
È stato il più giovane pilota di motocross a laurearsi Campione del Mondo vincendo il suo primo Mondiale 250 a 19 anni nel 1980. Nel 1983 vince di nuovo il titolo e lascia la classe 250.
Nel 1984 approda alla classe 500, su una Kawasaki; il debutto nella classe regina lo vede 2º assoluto al termine della stagione alle spalle del connazionale André Malherbe su Honda HRC. Nel 1985 e 1986 si classifica quarto.
Nel 1987 guida una Honda, allestisce il suo Team privato e si laurea Campione del Mondo nella 500, primo pilota a vincere un Mondiale da privato.
Vince ancora nella classe 500 nel 1991 e nel 1992.

## Dopo il ritiro
Ritiratosi dalle competizioni nel 1992, Jobè era diventato team manager, consigliere, istruttore e organizzatore di gare di motocross.
Il 7 dicembre 2007 è stato vittima di una bruttissima caduta a Dubai, dove si ritrovava ogni anno con alcuni amici per divertirsi tra le dune di sabbia. Ha rischiato la paralisi ma è riuscito in un lento recupero.

## La malattia e morte
Nel 2010 riuscì a sconfiggere un cancro cutaneo, ma nel 2011 gli venne diagnosticata una mielodisplasia, grave disordine ematologico. È scomparso il 19 dicembre 2012 all'età di 51 anni.

## Premi e riconoscimenti
Campionato mondiale di motocross
250cc 1980, 1983
500cc 1987, 1991, 1992
Campionato nazionale belga di motocross
250cc 1978, 1980, 1981, 1982, 1983
500cc 1984, 1989
Campionato nazionale italiano di motocross
500cc 1986
Motocross delle Nazioni
1980, Membro della nazionale belga
Superbiker di Mettet (Belgium)
1987, campionato di Superbiker di Mettet